# باهکو
باهکو (انگلیسی: Bahco) شرکت ابزارسازی سوئدی است، که در سال ۱۸۸۶ تأسیس شد.